# Kia Sephia
Der Kia Sephia (in manchen Märkten Kia Mentor) war ein Kompaktklasse-Pkw des Automobilherstellers Kia Motors.
Die Produktion wurde im Herbst 1992 im koreanischen Hwaseong gestartet, Anfang 1994 folgte der Verkauf in Europa und USA. Als Basis diente der 1988 auf den Markt gekommene Mazda 323 der Baureihe BG. Zuerst war der Sephia nur als Stufenheck lieferbar, was die Käuferschicht einschränkte. Ab Ende der 1990er machte sich zudem das Fehlen eines Dieselangebots bemerkbar.
Mit der umfassenden Modellpflege im Sommer 1994 (in Deutschland ab Mitte 1996 verfügbar) kam auch eine Schrägheckvariante (auf einigen Märkten „Sephia Leo“) hinzu. Diese war bereits für das erste Modell vorgesehen und wurde 1993 auf der Tokyo Motor Show vorgestellt, das Management entschied sich aber für eine spätere Markteinführung. Das neue Modell erhielt eine modernere Front sowie einen an den Kia Clarus angepassten Innenraum. Sicherheitsseitig waren erstmals ABS und Beifahrerairbag lieferbar, ersteres bis zuletzt optional. Das interne Modellkürzel FA blieb von der Überarbeitung unberührt.
1998 debütierte die in Eigenregie weiterentwickelte zweite Generation, die nur noch als Stufenheckmodell unter dem Namen Sephia lieferbar war. Ihr zur Seite stellte man ein optisch eigenständiges Schrägheckmodell, das in den USA unter dem Modellnamen Spectra eingeführt wurde. In Deutschland wurden beide jedoch von Anfang an als Kia Shuma verkauft. Anfang 1999 endete dann der Verkauf des Sephias in Deutschland.
Den Sephia der ersten Generation gab es bis zur Modellpflege mit 1,6-l-Motor (80 PS), danach mit einer leistungsgleichen 1,5-l-Version und optional einem 1,8-l-Freiläufer-Motor (112 PS). Letzterer verkürzte den Sprint auf 100 km/h jedoch nur um eine Sekunde. Er war eine 1995 im Kia Clarus erschienene Eigenentwicklung und nur im Schrägheckmodell verfügbar. Eine Eigenheit, die Kia bei den Sephia-Nachfolgern bis 2004 beibehielt – genau wie den Motor in aktualisierter Fassung.
Den Sephia gab es mit den Ausstattungsbezeichnungen SLX (Basis, erkennbar an den unlackierten Stoßstangen), GTX und GLX. Letztere war mehr eine Modellbezeichnung, da sie zur GTX-Linie identisch war, jedoch den 1,8-l-Motor umfasste. Die SLX-Variante nahm die Option zu ABS, elektrischen Fenster- und Spiegelverstellungen, strich die sonst serienmäßigen Drehzahlmesser, Funkfernbedienung und unter den Vordersitzen geführte Fondheizung sowie die Innenleuchten mit Leselampen, den höhenverstellbaren Fahrersitz und die hinteren Kopfstützen. Dazu passt die ebenfalls nicht mehr enthaltene Wegfahrsperre.

## Sephia (1992–1996)

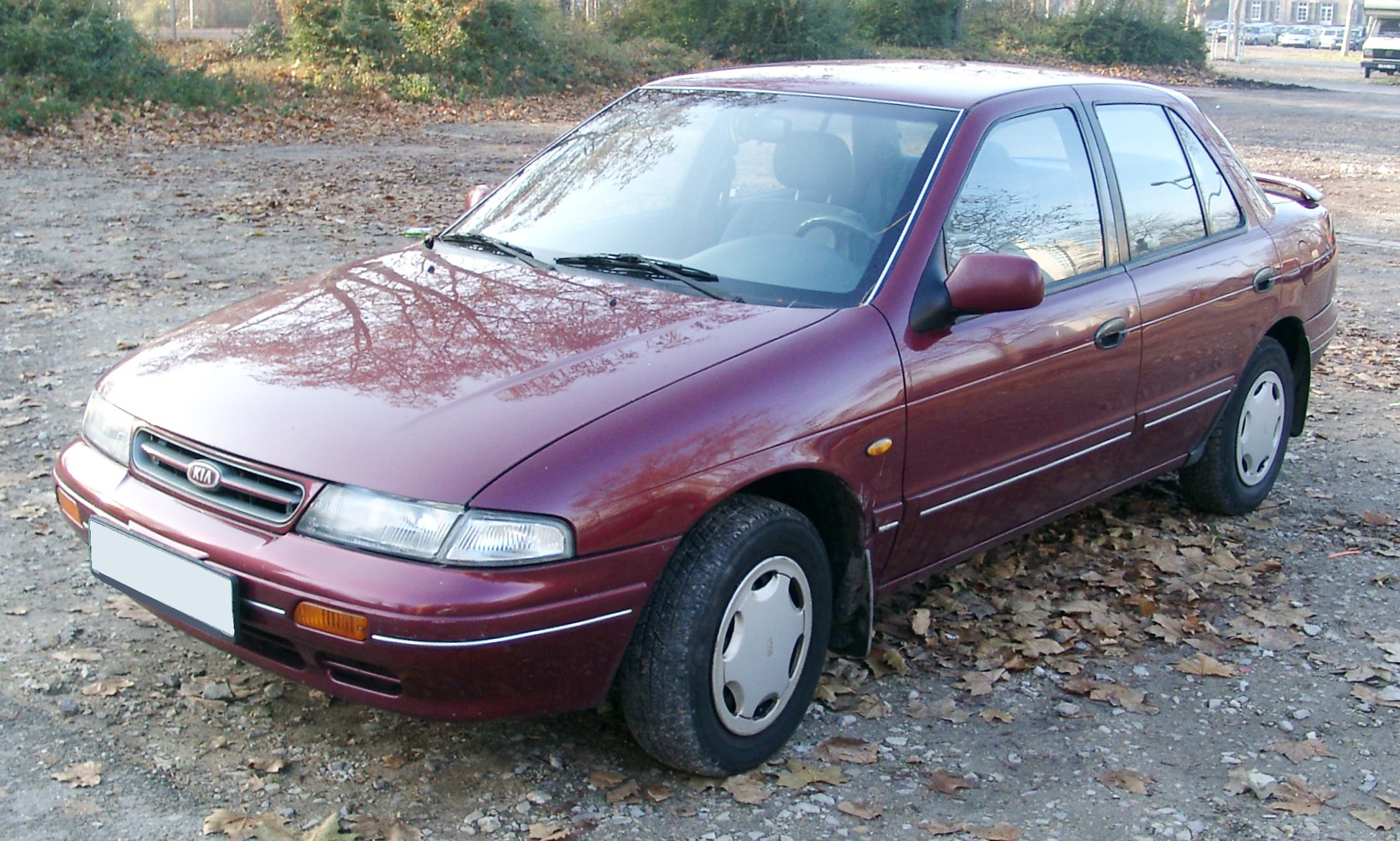
Kia Sephia Stufenheck
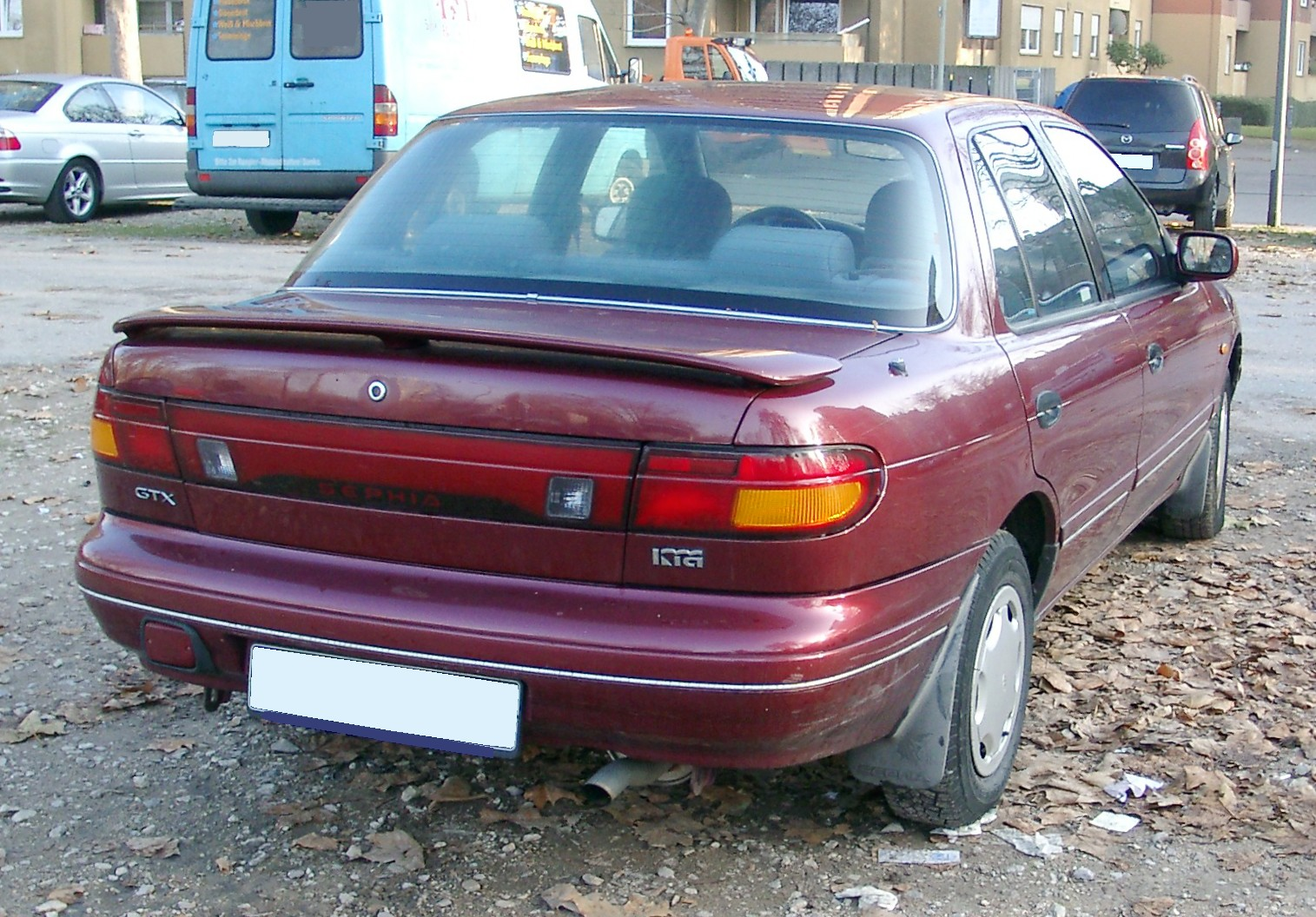
Heckansicht
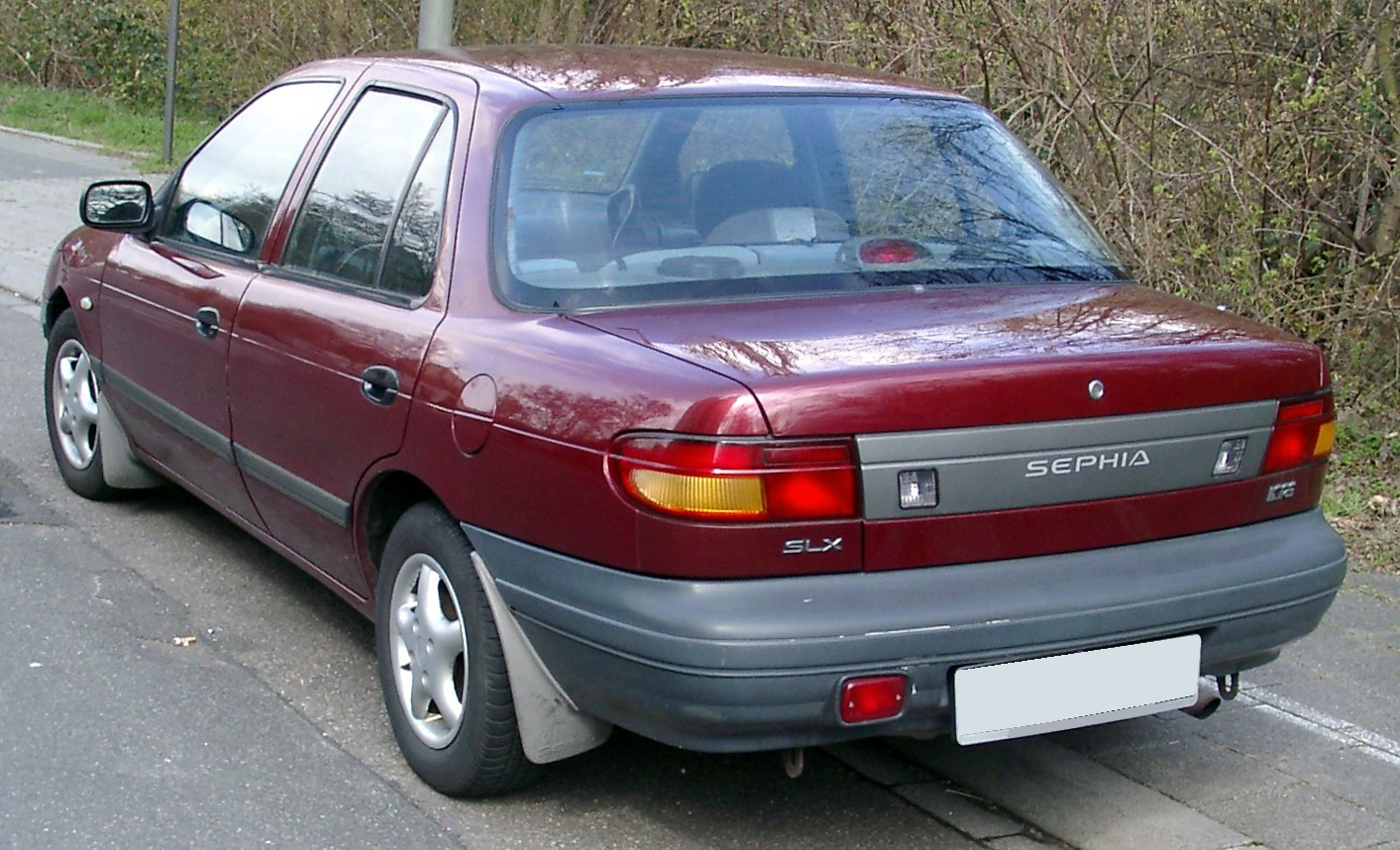
Kia Sephia SLX (Basisausstattung)

## Sephia (1996–1999)

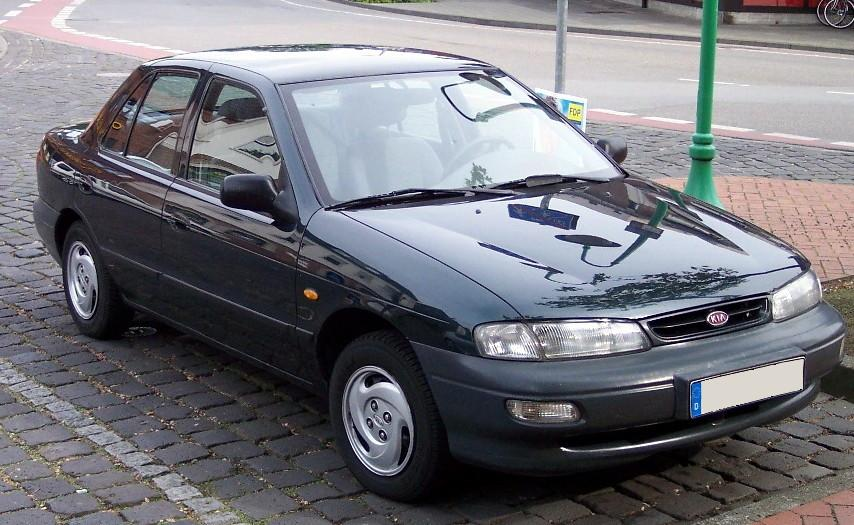
Kia Sephia SLX Stufenheck
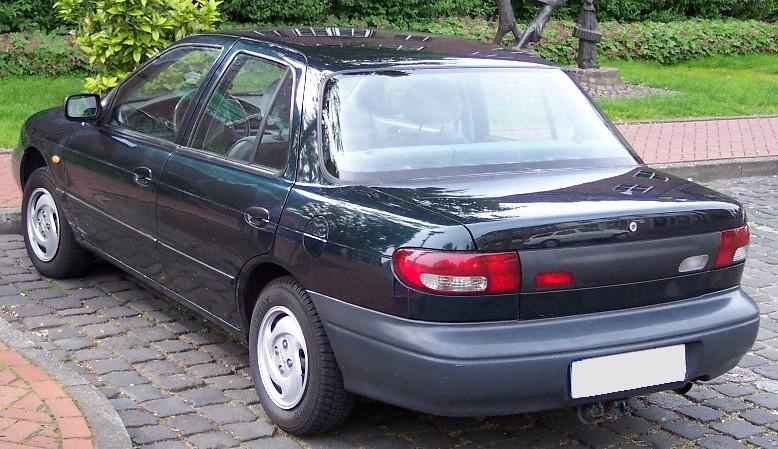
Rückansicht des Sephia SLX Stufenheck
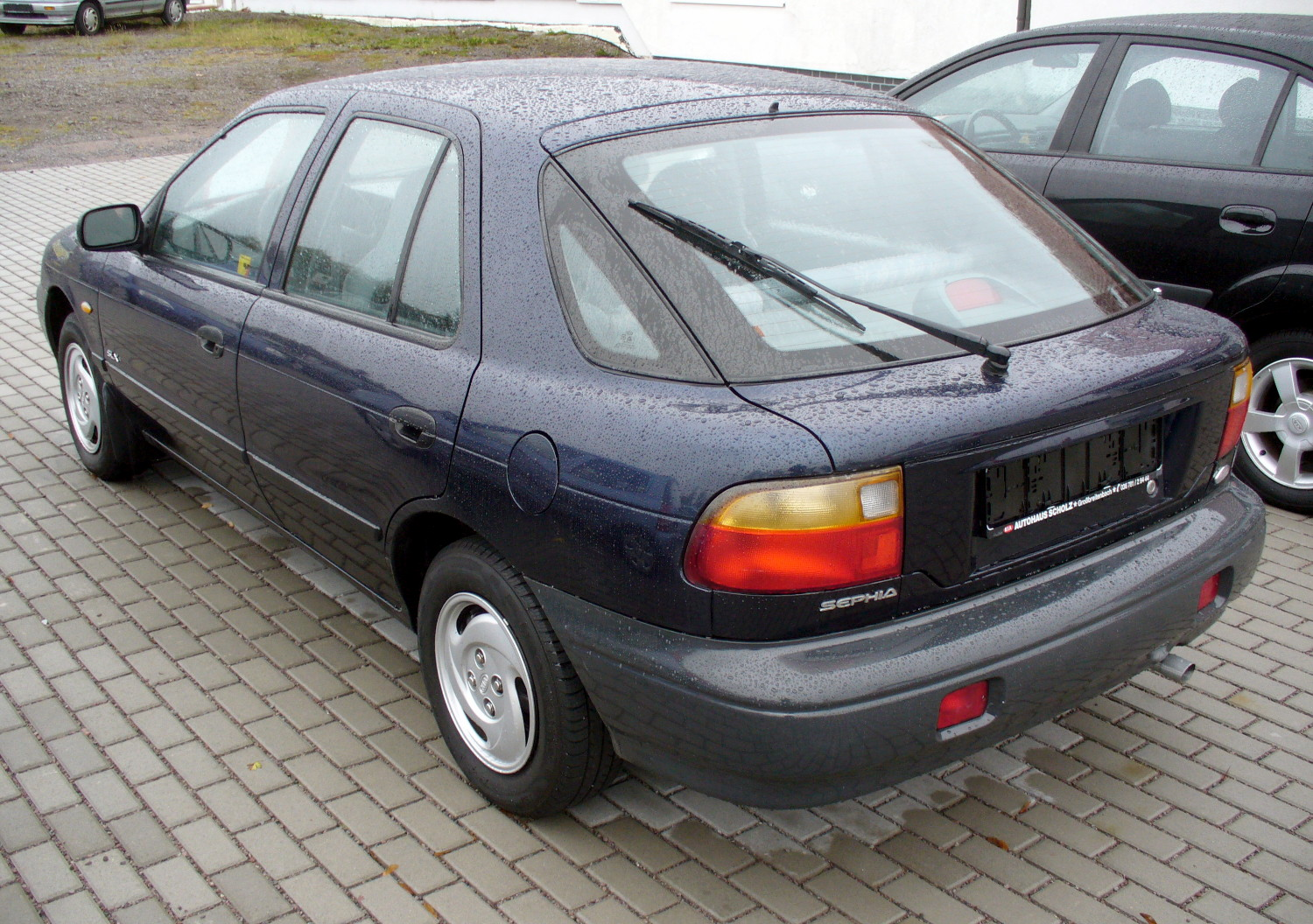
Kia Sephia SLX Schrägheck
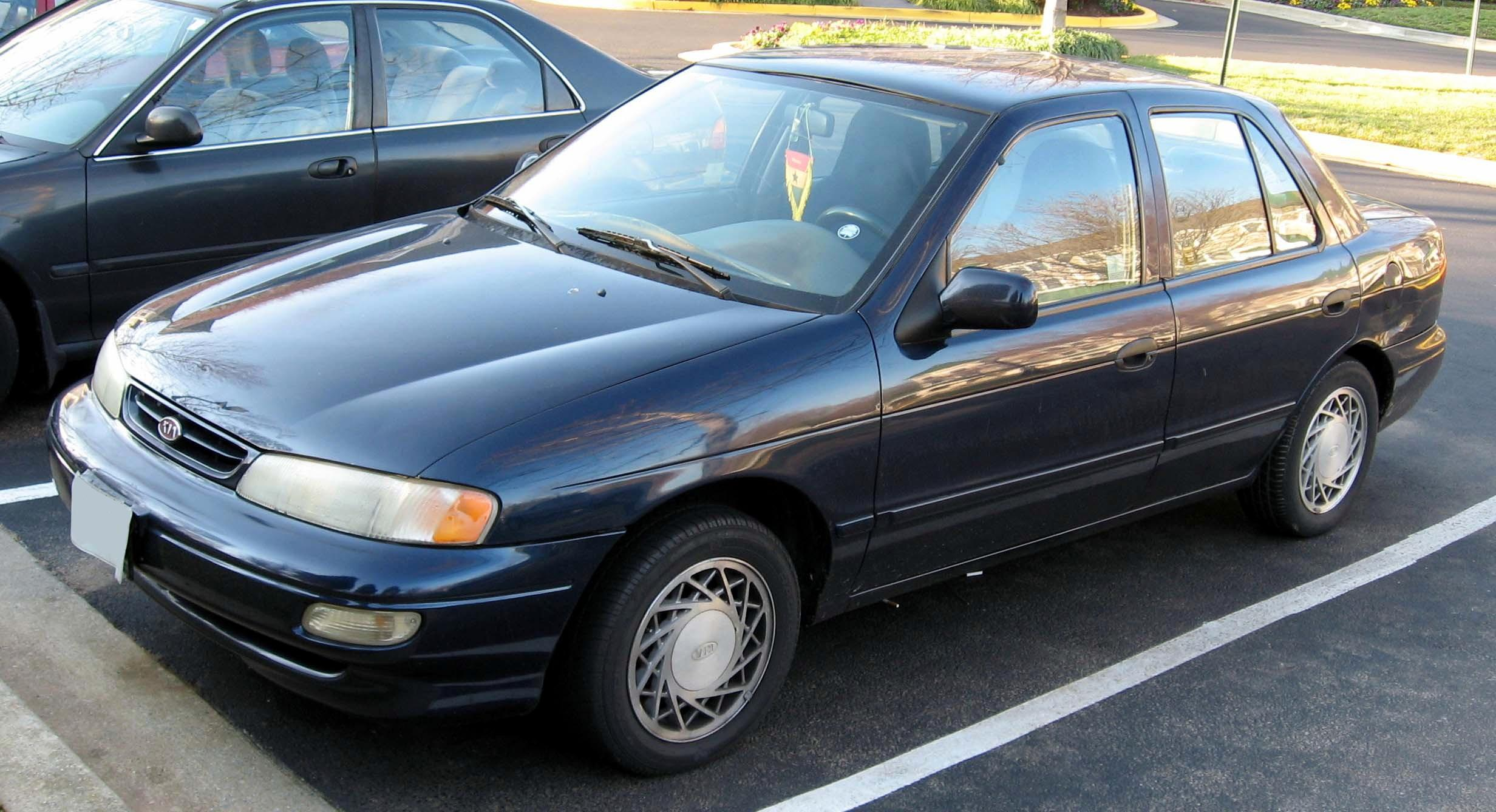
Kia Sephia Stufenheck (US-Version)

| Modell                                              | Hubraum  | Leistung                    | max. Drehmoment     | Ventile pro Zylinder |
| --------------------------------------------------- | -------- | --------------------------- | ------------------- | -------------------- |
| Kia Sephia 1,6 B6 SOHC (1994–1996)                  | 1597 cm³ | 59 kW (80 PS) bei 5000/min  | 127 Nm bei 3500/min | 2                    |
| Kia Sephia 1,5 B5 SOHC (1996–1999)                  | 1498 cm³ | 59 kW (80 PS) bei 5500/min  | 120 Nm bei 2500/min | 4                    |
| Kia Sephia 1,8 T8 DOHC (Details, Fotos) (1996–1999) | 1793 cm³ | 82 kW (112 PS) bei 5800/min | 152 Nm bei 4400/min | 4                    |